# Øster Skerninge Sogn
Øster Skerninge Sogn er et sogn i Svendborg Provsti (Fyens Stift).
I 1800-tallet var Hundstrup Sogn, som hørte til Sallinge Herred, anneks til Øster Skerninge Sogn, som hørte til Sunds Herred. Begge herreder hørte til Svendborg Amt. Øster Skerninge-Hundstrup sognekommune blev senere delt, så hvert sogn dannede sin egen sognekommune. Inden kommunalreformen i 1970 gik Øster Skerninge ind i Ollerup-Skerninge Kommune, som dog blev for lille. Så ved selve reformen blev den sammen med Hundstrup indlemmet i Egebjerg Kommune, der ved strukturreformen i 2007 indgik i Svendborg Kommune.
I Øster Skerninge Sogn ligger Øster Skerninge Kirke.
I sognet findes følgende autoriserede stednavne:
- Ballen (bebyggelse, ejerlav)
- Fruenshave (bebyggelse)
- Holmegårde (bebyggelse)
- Sømarken (bebyggelse)
- Øster Skerninge (bebyggelse, ejerlav)
- Åmark (bebyggelse)